# Робърт Байлот
Вижте пояснителната страница за други личности с името Байлот.
Робърт Байлот (на английски: Robert Bylot) е английски мореплавател и изследовател, извършил четири експедиции в Арктика.

## Експедиционна дейност (1610 – 1616)

### Участие в експедицията на Хенри Хъдсън (1610 – 1611)
През 1610 – 1611 Байлот участва като щурман в експедицията на Хенри Хъдсън, спонсорирана от Вирджинската и Британска източноиндийска компаниия.
На 17 април 1610 г. с кораба „Дискавъри“ (55 t, 23 души екипаж) отплават на север, на 11 май достигат до Исландия, на 4 юни – Гренландия, заобикалят я от юг и вземат курс на запад. На 5 юли откриват Хъдсъновия проток, на 11 юли – залива Унгава, а след това и цялото северно крайбрежие на п-ов Лабрадор. Зимата заварва Хъдсън и неговите спътници в залива Джеймс и те са принудени да зимуват на обхванатия от ледовете кораб. През пролетта на 1611 г. Хъдсън възобновява изследванията си, но на 22 юни екипажът се разбунтува, искайки връщане у дома. През есента на 1611 г. „Дискавъри“ се връща в Англия само с 8 души екипаж начело с единствения оцелял офицер – щурмана Робърт Байлот. Хъдсън, заедно със сина си и още 7 души е изоставен в една лодка без вода и храна. Повече за съдбата на деветте души нищо не е известно.

### Участие в експедицията на Томас Батън (1612 – 1613)
През 1612 г. Байлот участва отново като щурман в експедицията на Томас Батън, с официална цел – търсене на изоставените моряци на Хенри Хъдсън и неофициална – търсене на т.нар. Северозападен проход.
През май 1612 г. отплават от Англия с два кораба, като откриват остров Резолюшън, южното крайбрежие на остров Саутхямптън (29 юли 1612), остров Коутс (29 юли 1612), част от западния бряг на Хъдсъновия залив. След сравнително благоприятно зимуване в устието на река Нелсън, по време на което ледовете разрушават един от корабите, през септември 1613 г. се завръщат в Англия.

### Експедиции за търсене на Северозападния проход (1615 – 1616)

#### Първа експедиция (1615)
На 15 март 1615 г., вече като капитан, възглавява нова експедиция на кораба „Дискавъри“ за търсене на Северозападния проход. За щурман в неговата експедиция е назначен младият, но опитен мореплавател Уилям Бафин, който неведнъж плава преди това в Гренландско море. Байлот и Бафин навлизат в Хъдсъновия проток и на 30 май откриват о-вите Лоуер Савидж (61°40′ с. ш. 65°40′ з. д. / 61.666667° с. ш. 65.666667° з. д.), островите Нотингам (63°17′ с. ш. 77°57′ з. д. / 63.283333° с. ш. 77.95° з. д.), Солсбъри (вторично, 63°32′ с. ш. 76°59′ з. д. / 63.533333° с. ш. 76.983333° з. д.) и Мил (64°00′ с. ш. 78°10′ з. д. / 64° с. ш. 78.166667° з. д.) и картират южния бряг на Бафинова земя. На 10 юли откриват остров Саутхамптън (вторично, 64°30′ с. ш. 84°00′ з. д. / 64.5° с. ш. 84° з. д., 44000 км2), на 12 юли – протока Фрозен Стрийт (65°40′ с. ш. 84°10′ з. д. / 65.666667° с. ш. 84.166667° з. д., между остров Саутхамптън на юг и п-ов Мелвил на север), където са спрени от непроходими ледове. На обратния път изследват североизточния бряг на Саутхамптън.

#### Втора експедиция (1616)
През 1616 г. на същия кораб, със същия щурман и с екипаж от 17 души, Байлот предприема нова експедиция към Северозападния проход. На 5 юли в Бафиновия залив достига до 78º 45` с.ш., рекорд, който се задържа до средата на XIX в. По време на плаването са открити западният бряг на Гренландия между 72 – 76º с.ш., заливът Мелвил, п-ов Хейс (76 – 78º 45` с.ш.) и южният вход на протока Смит. Южният вход на протока е блокиран от непроходими ледове и Байлот обръща курса на югозапад. В югоизточната част на остров Елсмиър открива залива Смит (76°50′ с. ш. 78°50′ з. д. / 76.833333° с. ш. 78.833333° з. д.), заледения източен вход на протока Джонс (на 11 юли, 76°00′ с. ш. 82°00′ з. д. / 76° с. ш. 82° з. д., между Елсмиър и остров Девън), заледения източен вход на протока Ланкастър (на 12 юли, 74°10′ с. ш. 84°00′ з. д. / 74.166667° с. ш. 84° з. д.), остров Байлот (73°20′ с. ш. 78°20′ з. д. / 73.333333° с. ш. 78.333333° з. д.) и източния бряг на Бафинова земя.

## Памет
Дълги години името на Робърт Байлот е тънело в забрава за сметка на неговия щурман Уилям Бафин, на името на когото са наименувани големият Бафинов залив и огромният остров Бафинова земя. Чак през 1821 г., по настояване на известния английски полярен изследовател Джон Рос, на името на Байлот е наименуван остров (Байлот) в Бафиновия залив, край бреговете на Бафинова земя.